# Miles Straume
Miles Straume er en fiktiv person i den amerikanske tv-serie Lost, spillet af Ken Leung.

## Biografi

### Før øen
Miles arbejdede som clairvoyant, og blev blandt andre opgaver hyret til at fortrænge et dødt barn fra sin mors hus. Under sin kommunikation med ånden finder han en skjult skakt, med narkotika og penge. Han bliver senere hyret til at rejse med Naomi og hendes team.

### På øen

#### Sæson 4
Miles lander på klipper nær vandet, og da Jack ankommer tager han ham på skudhold, og tvinger dem til at følge ham til Naomis lig. Umiddelbart efter han har set hendes lig, vender Juliet og Sayid situationen, således at Miles og Daniel ikke længere har kontrollen. De genforenes senere med piloten Frank. Miles går med Sayid og Kate til The Barracks, for at få Charlotte med tilbage. Han indgår ufrivilligt i en byttehandel, og vender derfor ikke med tilbage når Sayid forlader landsbyen.
Miles holdes fanget i et bådehus nær barakkerne, og får besøg af Kate. Hun forlanger at få svar på hvad medierne og folkene på fragtskibet ved om hendes fortid som kriminel, og Miles indgår en aftale med hende for svarene: Han får ét minut med Ben. Kate formår at give Miles og Ben et minut sammen, og  de aftaler at Miles får $3.200.000, hvis han intet siger om Bens tilstedeværelse. Bagefter giver han Kate bekræftelse på at medierne ved besked.
Dagen efter kommer Locke til bådehuset. Han sætter en granat i munden på Miles, trækker splinten og siger han nok skal klare sig hvis han holder munden bidt sammen, og dermed aftrækkeren klemt sammen. Han forlader huset med en opfordring til at han må nyde morgenmaden.

## Trivia
- Miles er opkaldt efter Miles Davis. Straume er et selvvalgtnavn, sikkert Miles selv har taget navnet til sig, som en erstatning for hans far efternavn.
- Miles far er Pierre Chang (han har også nogle alias, men de bliver først afsløret i sæson 5).
- Miles har kunne læse de dødes tanker siden han var 10 år.
- Miles' evne virker bedst tæt på det døde lig.
- Miles' mor døde af noget der fik hende til at tabe håret, ligesom kræft.
- Miles kan lide fisketaco.

## Fodnoter
1. 1 2  Lost: 
"Confirmed Dead" (Sæson 4, afsnit 2). Manuskript af Drew Goddard & Brian K. Vaughan.  Broadcasted første gang på American Broadcasting Company den 7. februar 2008.
2. ↑  Lost: 
"The Economist" (Sæson 4, afsnit 3). Manuskript af Edward Kitsis & Adam Horowitz.  Broadcasted første gang på American Broadcasting Company den 14. februar 2008.
3. ↑  Lost: 
"Eggtown" (Sæson 4, afsnit 4). Manuskript af Elizabeth Sarnoff & Greggory Nations.  Broadcasted første gang på American Broadcasting Company den 21. februar 2008.